# Bhogavaluvadeyanapura, Nanjangud
Bhogavaluvadeyanapura là một làng thuộc tehsil Nanjangud, huyện Mysore, bang Karnataka, Ấn Độ.